# Национален институт по метрология, качество и технология
Национален институт по метрология, качество и технология (INMETRO) (на португалски: Instituto Nacional de Metrologia, Qualidade e Tecnologia (INMETRO)) е независим орган на изпълнителната власт в Бразилия – федерална автаркия със статут на изпълнителна агенция към Министерството на развитието, индустрията, търговията и услугите на Бразилия. Основна цел на института е да подкрепя бразилските компании и да стимулира тяхната продуктивност чрез прилагане на механизми за повишаване качеството на стоките и услугите и да съдейства за повишаване на конкурентоспособността на бразилската икономика.

## История
Още по времето на първата империя в Бразилия са правени опити за стандартизиране на мерките, използване в страната, но едва на 26 юни 1862 г. император Педро II прокарва закон No. 1157, с който въвежда като официално и задължително за цялата територия на страната използването на френската десетична метрична система. С този акт Бразилия се оказва една от първите държави, които възприемат новата система единици, която по-късно е възприета от почти целия свят
Бурното икономическо развитие, което Бразилия преживява през следващия един век, създава необходимост от възприемане на по-ефективни мерки за контрол, които да защитават производителите и потребителите. През 1961 г. е създаден Националният институт за мерките и теглилките, който има за задачата да изгради национална система за законова метрология и качествен контрол, прилагайки Международната система единици на бразилска територия. Скоро след това става ясно, че е необходимо да се следват международните тенденции, отнасящи се до технологичния напредък, точността, и най-главното – до изискването на потребителите. С други думи, появява се необходимост да се изгради и приложи система за оценка на концепциите за съответствие.
През 1973 г. е създаден Националният институт по метрология, стандартизация и индустриално качество INMETRO, който да работи като изпълнителен орган на Националния съвет по метрология, стандартизация и индустриално качество (CONMETRO) – колегиален междуведомствен орган, който играе роля на нормативен орган на Националната система по метрология, стандартизация и индустриално качество (SINMETRO). SINMETRO, CONMETRO и INMRETRO са създадени със закон 5.966 от 11 декември 1973 г. INMETRO заменя предишния Институт за мерките и теглилките, разширявайки значително обхвата на дейностите му в полза на обществото.
През 2011 г. Временна мярка No. 541/2011 и Закон No. 12.545 от 14 декември 2011 променят името на INMETRO на Национален институт по метрология, качество и технология

## Правомощия
Основните правомощия на INMETRO са:
- да осигурява техническа подкрепа за дейността на CONMETRO, който определя националните политики в областта на метрологията и качеството[6]
- да прилага националните политики в областта на метрологията и качеството, определени от CONMETRO[6];
- да поддържа националните еталони на страната; да установява и поддържа тяхната метрологична проследимост и съответствие с Международната система единици, като участва в регионални и международни сравнителни измервания, целящи да потвърдят тяхното съответствие с междуанродно установените стандарти или стандартите на други страни; да разширява проследимостта на измерванията в страната, осигурявайки по този начин тяхната вътрешна хомогенност и съответствие на международно равнище с оглед на международното им признаване, което от особено значение за гарантирането на качеството на стоките и услугите[6].
- да развива програми за оценка на съответствието спрямо групи от продукти, процеси, услуги и персонал, за които се налага доброволно или задължително одобрение или регулиране[6];
- да планира и извършва дейностите по акредитацията на лабораториите за тестване и калибриране, на организациите, извършващи оценка на съответствието и изпитания за пригодност, на сертифициращите органи, на организациите за професионално обучение и квалификация и др., които са от съществено значение за развитието на инфраструктурата на технологичните услуги в страната[6];
- да управлява Информационния център за технологичните бариери пред търговията, който действа като информационен център на Бразилия по „Споразумението за техническите пречки пред търговията“ към „Споразумението за Световната търговска организация“, предоставящ информация за техническите изисквания пред бразилския експорт и съдействащ на бразилското правителство в международните преговори за техническите бариери пред търговията[6];
- да стимулира използването на техники за управление на качеството от бразилските предприятия[6];
- да засилва международната активност на Бразилия, що се отнася се до метрологията и качеството, както и да насърчава взаимодействието с международните органи в тези сфери[6].

## Марката INMETRO
Емблемата на Националния институт по метрология, качество и технологии е регистрирана от Националния институт за индустриална собственост на Бразилия като запазена марка, върху която Институтът притежава права.